# مذيلات حجرية
مذيلات حجرية، أشكال هندسية مختلفة مكونة من الحجارة وهي إحدى الشواهد الأثرية على الطريق. تكون على شكل دائرة فارغة يخرج منها خط مستقيم، وشبهت في شكلها «بمغرفة الطعام». وأخرى تكون على شكل مثلث فارغ يخرج منه خط مستقيم من الحجارة، وشبّهت «بالمثلثات الحجرية». يختلف ارتفاع المذيلات عن بعضها بحسب توفر الحجارة، إذ يصل مابين 80 سنتيمتر أو 100 سنتيمتر. ويبلغ طولها نصف كيلومتر، وأحيانًا يصل امتدادها إلى كيلومترين. رصدت في بعض مناطق السعودية كمنطقة الرياض وحائل والجوف.

## أهميتها
لم يصل علماء الآثار لغاية محددة من وجود هذه المذيلات، فبعضهم ألحقها بالمدافن، التي تحوي رفات الميت وتُحطيها الحجارة التي أطلق عليها اسم «المدافن المدببة». والرأي الآخر ألحقها بدلالات الطريق قديمًا التي تكثر في صحراء السعودية.